# KSK Geluwe

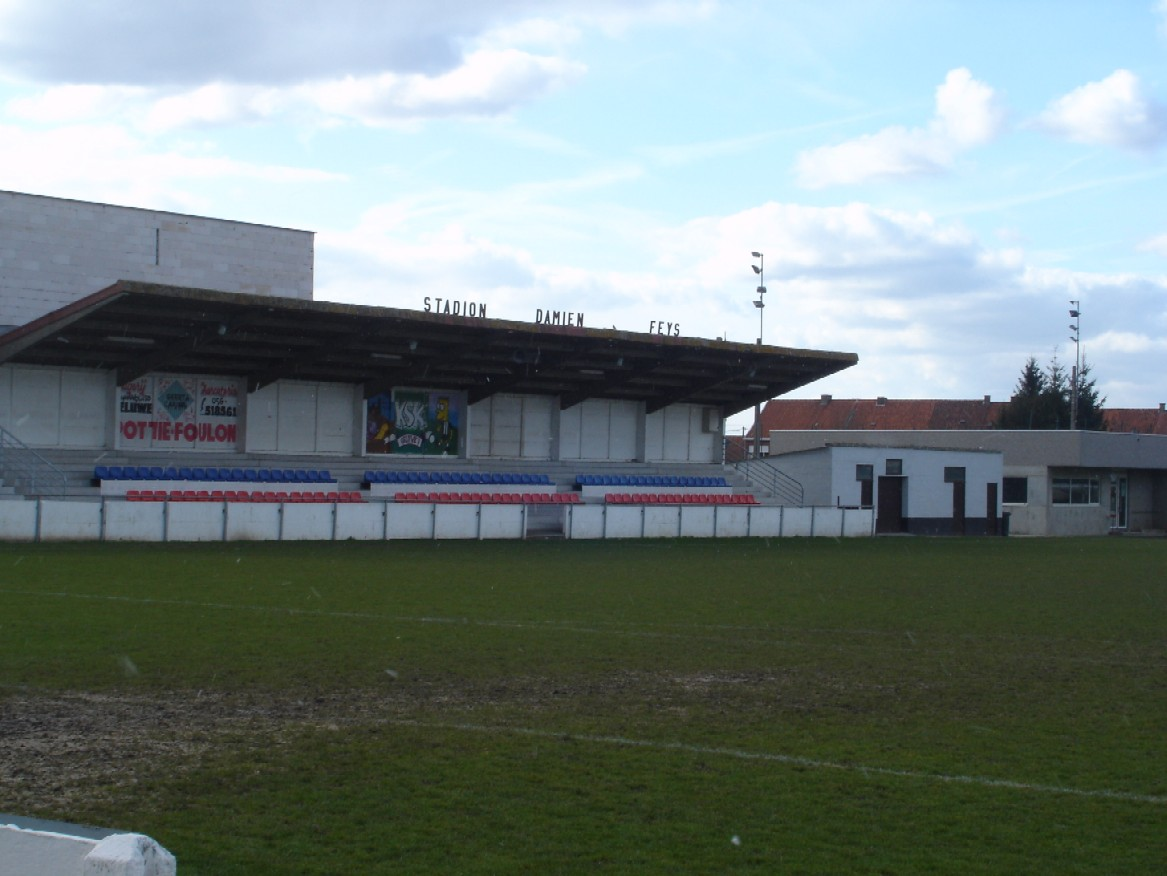
Terrein 1

KSK Geluwe is een Belgische voetbalclub uit het West-Vlaamse dorp Geluwe.
De club is aangesloten bij de KBVB met het stamnummer 1815 en heeft zwart en wit als clubkleuren. Als reservekleuren wordt vaak afgewisseld tussen een blauwe en rode tenue. De club speelt in het Damien Feysstadion. In de volksmond spreekt men van “Eska". SK Geluwe trok in het seizoen 2018-2019 sterspeler Simen Demeyere aan.

## Geschiedenis

### De beginjaren
Sportkring Geluwe ontstond in 1930 op initiatief van onder meer Charles Feys, Jules Ingelbeen, Leon Morlion, Leon Dubaere, Jules Vanraes, Joseph Vuylsteke, Joseph Vanryckeghem, Paul Bekaert, Oscar-Emile Driessens, Willem Demyttenaere, Joseph Pype en Arthur Claeys. De club sloot zich aan bij de Koninklijke Belgische Voetbalbond op 27 november 1931 en kreeg het stamnummer 1815 toegewezen. Dit stamnummer zit nog steeds verwerkt in het logo van de club.
Vanaf 1932/33 ging men spelen op een terrein aan de Ieperstraat, dat door boer Jules Vandenberghe ter beschikking werd gesteld. De woning van Henri Comeine deed dienst als kleedkamers. SK Geluwe kende onmiddellijk succes, en pakte de titel in Vierde Gewestelijke. Het nieuwe seizoen werd aangevat op een nieuw terrein aan de Wervikstraat, waar een zittribune werd gebouwd naar het voorbeeld van buur SC Menen.
Rond die periode kende men in het dorp ook concurrentie van een tweede ploeg: Geelland Geluwe. Geelland probeerde het met vooral jongeren in de ploeg. De ploeg was weliswaar niet in actief in de KBVB, maar was aangesloten bij de Vlaamse Voetbalbond. Al na twee jaar hield Geelland het voor gezien en een groot aantal spelers maakten de overstap naar grote buur SK Geluwe.
SK Geluwe mocht zijn tweede titel vieren in het seizoen 1936/1937, met de bijhorende promotie naar Tweede Gewestelijke. Het eerste jaar in tweede draaide Geluwe nog anoniem mee, maar in het tweede jaar in de reeks moest het maar nipt het onderspit delven tegen FC Poperinge en werd zo tweede in de eindrangschikking.

### De oorlogsjaren
De Tweede Wereldoorlog veranderde veel op sportief gebied in de streek. Net zoals zoveel omliggende clubs, werd Sportkring Geluwe gedwongen zijn activiteiten stil te leggen wegens de dreigende oorlogsgeruchten en mobilisatie. Het voetbalterrein kreeg een nieuwe eigenaar die het herschiep tot een vlakakker; grond moest in de oorlogsjaren functioneel zijn en vooral opbrengen. Ondanks inspanningen van het gemeentebestuur om er terug een sportveld van te maken, was een voetbalcompetitie tijdens de bezetting officieel verboden.
De oplossing van dit probleem was het oprichten van plaatselijke ploegen. Diverse dorpshoeken richtten teams op, om het onderling tegen elkaar op te nemen. Zelfs de Gestapo had een voetbalploeg om het op te nemen tegen de Geluwse ploegen. Zo kon men ook Belgisch talent opmerken om eventueel deel te laten uitmaken van de Duitse nationale fabrieksploeg.
Twee bekende voorbeelden van dergelijke ploegen waren Red Star Geluwe en Blue Star Geluwe. Terwijl Red Star een verzameling van voetballers was die tussen de Artoishoek en de Voshoek woonden, was Blue Star actief op de Pekhoek en de Troost. Ook Terhand (met 2 elftallen), de Molenhoek en in 1943 een centrumploeg genaamd Gova waren van de partij. Om het geheel wat leuker te maken, werden aangrenzende gemeenten uitgenodigd om een partij te komen voetballen, met ploegen uit Zandvoorde, Ledegem, Dadizele,...
Na de bevrijding in september 1944, smolten alle wijkploegen terug samen tot één ploeg en kon SK Geluwe zijn voetbalactiviteiten terug opnemen. Het terrein dat daarvoor werd gebruikt lag in de Pollepelstraat, ooit het veld van Red Star Geluwe. In datzelfde jaar werd ook de officiële competitie herstart. Eén jaar later werd SK Geluwe voor de derde maal in zijn bestaan kampioen. Het seizoen werd gekenmerkt door meerdere verhuizingen: van een terrein in de Pollepelstraat ging men naar een ander terrein in diezelfde straat om uiteindelijk de titel te behalen op een terrein in de Drogenbroodstraat, ooit de thuishaven van Blue Star Geluwe. Een seizoen later werd terug van locatie gewisseld: in de Wervikstraat vond men een nieuwe thuis, met het huidige café 't Smiske dat dienstdeed als kleedkamers.

### De jaren 50 - '80
Het seizoen 1950/51 confronteerde SK Geluwe voor het eerst met de degradatie. Nadat de club slechts 9 punten op een mogelijk totaal van 60 behaalde, moest Geluwe terug naar Derde Gewestelijk. Pas in zijn derde seizoen in Derde Gewestelijke kon Geluwe zich een hoofdrol aanmeten. Het eindigde op een zucht van zijn vierde titel, maar Dadizele Sport (voorloper van het hedendaagse VK Dadizele) bleek te sterk.
Pech bleef Geluwe achtervolgen met de verandering van de reeksindelingen. Vanaf het seizoen 1955/56 werd niet langer meer gepraat over Gewestelijke reeksen maar over Provinciale reeksen. Hierdoor werd Eska terug verwezen naar de laagste afdeling, Vierde Provinciale. Het verblijf in de onderste regionen van het Belgische voetbal bleef beperkt tot één seizoen. SK Geluwe promoveerde in 1957 naar Derde Provinciale en speelde een zestal seizoenen een toonaangevende rol in de reeks.
Aan het begin van het seizoen 1963/64 werd de club opgeschrikt door het plotse verlies van zijn jonge voorzitter Damien Feys, die omkwam in een verkeersongeluk. De Sportkring gaf het ideale afscheidsgeschenk door kampioen te spelen in zijn reeks en de Provinciale titel te winnen na winst tegen de kampioenen uit de andere Provinciale reeksen. Een niveau hoger, in Tweede Provinciale, toonde Geluwe zijn potentieel door tweemaal vierde en eenmaal derde te eindigen. Het plotse vertrek van verschillende sterkhouders zorgde er echter voor dat Zwart-Wit halfweg 1968 voorlaatste eindigde in de stand en terug naar Derde zakte.
De degradatie naar Derde Provinciale ging Geluwe niet goed af. De jaren zeventig en 80 zouden gekenmerkt worden door verschillende promoties en degradaties. Na een viertal troosteloze seizoenen ging de neerwaartse spiraal verder en degradeerde de club in het seizoen 1972/73 naar Vierde Provinciale. SK Geluwe moest het vagevuur van Vierde slechts één seizoen doorstaan. Het promoveerde samen met kampioen SV Izegem. In het eerste jaar terug in 3e provinciale eindigde SK Geluwe als vierde met een team dat zo goed als volledig uit Geluwnaren bestond; slechts één speler was niet van Geluwse origine. Maar het hoge niveau kon niet aangehouden worden en in 1978/79 stond Eska terug aan de start van een seizoen in Vierde Provinciale.
Opnieuw bleef het verblijf in de laagste reeks beperkt tot één seizoen. Via een tweede plaats in de rangschikking werd de promotie naar Derde Provinciale afgedwongen. Onmiddellijk werd de ploeg terug verwezen naar Vierde Provinciale, waar het ditmaal vier seizoenen lang moest verblijven alvorens het terug kon aansluiten in Derde Provinciale. Vanaf het seizoen 1986/87 speelde Zwart-Wit drie seizoenen lang een hoofdrol in Derde om uiteindelijk halfweg 1990 eindelijk nog eens de promotie naar Tweede Provinciale te vieren.

### De jaren 90
Het seizoen in Tweede verloop echter moeizaam, en Geluwe moet op het eind een testwedstrijd spelen voor het behoud. In een rechtstreekse confrontatie met SV Veurne trok Eska aan het kortste eind en moest de club terug naar Derde Provinciale. Het daaropvolgende seizoen beleefde de Sportkring Geluwe een tot nu toe ongezien seizoen: met veertien overwinningen, één gelijkspel en nul verliespartijen behaalde Geluwe autoritair de titel en kon men terug naar Tweede Provinciale. Zijn eerste seizoen terug in Tweede werd beëindigd op de vierde plaats, slechts acht punten verwijderd van de koppositie van kampioen KFC Meulebeke. Het seizoen daaropvolgend mengde Geluwe zich zelfs in de titeldebatten. In extremis werd de titel behaald op de allerlaatste speeldag, nadat leider SV Kortrijk verrassend een steek liet vallen tegen KFC Poperinge. De titel en de bijhorende promotie was een feit.
In het seizoen 1994/95 speelde SK Geluwe zo voor het eerst (en momenteel enige keer) in zijn geschiedenis in de hoogste Provinciale reeks. Het behaalde er een knappe dertiende plaats, maar wegens de degradatie van SC Menen in de laagste nationale reeksen, moest Zwart-Wit noodgedwongen terug naar af. Een reeks lager eiste Geluwe aanvankelijk nog een hoofdrol op, maar na drie seizoenen schreef het terug een zwarte bladzijde in zijn bestaan: degradatie naar Derde Provinciale.
KSK Geluwe was vastbesloten terug aansluiting te vinden met de top in Tweede Provinciale, maar moest eerst zegevieren in Derde. Terwijl het eerste seizoen nog ontgoochelend op een zesde stek werd afgesloten, werd de promotie het jaar erna slechts op het nippertje gemist. In het seizoen 2001/02 had men dan toch prijs. Na een strijd met KVC Ichtegem werd de titel behaald en werd de stap gezet naar enkele succesvolle jaren.

### Het nieuwe millennium
Het eerste seizoen terug in Tweede Provinciale werd na een slechte start toch afgesloten met een zesde plaats. De club speelde zelfs de eindronde, maar in de halve finales was SV Kortrijk sterker. Het seizoen erop werd Zwart-Wit tot degradatiekandidaat nummer één gestemd, maar niets bleek minder waar. Pas op de allerlaatste speeldag bleek dat Club Roeselare de titel met één punt voorsprong binnenhaalde. Geluwe speelde opnieuw de eindronde, maar nu bleek SK Oostnieuwkerke nipt te sterk in de halve finale.
Het derde seizoen verliep niet zoals verwacht en werd beëindigd bovenaan de rechterkolom op een negende plaats. Dat werd enigszins 'goedgemaakt' door de dubbele winst tegen en de degradatie van buur Eendracht Wervik. Hiermee troonde KSK Geluwe zich duidelijk tot "Ploeg van 't Stad" in Wervik.
Na een seizoen uit de schijnwerpers, werd er sterk gespeeld in het seizoen 2005-2006. In het jaar van zijn 75ste verjaardag, wist KSK Geluwe op de allerlaatste speeldag de eerste plaats in de stand te bezetten. Ondanks een voorsprong van zeven punten, kon Geluwe de titel toch niet binnen halen. De twee laatste speeldagen gingen verloren op het veld van KSK Vlamertinge en thuis tegen KFC Poperinge, waardoor KFC Meulebeke met één punt voorsprong kampioen werd. Geluwe werd nogmaals veroordeeld tot het spelen van de eindronde, waarin het eerst KSC Menen uitschakelde maar in de finale tijdens de allerlaatste minuten de promotie verspeelde tegen Deerlijk Sport.
Het seizoen 2011-2012 was er eentje om snel te vergeten. KSK zakte van tweede naar derde provinciale. Na een slechte start herpakte wit-zwart zich even door bijna de derde periodetitel te veroveren, maar greep net naast die titel en zo was de degradatie onvermijdelijk geworden. In 3e provinciale zit KSK Geluwe met onder meer Racing Lauwe en White Star Lauwe in de reeks.
Het seizoen 2013-2014 moest voor de verandering zorgen binnen KSK. De ploeg, nog steeds onder leiding van Patrick Vanhoof, werd beschouwd als titelkandidaat, wat de nodige druk met zich meebracht. KSK begon het seizoen met een 4-0 overwinning op eigen veld tegen VV Koekelare. Ook in de volgende wedstrijden zette KSK Geluwe de concurrentie steeds onder druk met onder andere een ijzersterke thuisreputatie. Geen enkele bezoekende ploeg kon winnen op het veld in Geluwe. Een tweede feit was het vlot scorende spitsenduo Bjorn Vanholme, Frederik Dejonghe. Beiden scoorden 20 doelpunten in dat seizoen. Mede dankzij dit duo kon KSK zich al op 5 wedstrijden voor het einde van de competitie, uitroepen tot kampioen in 3e provinciale met daarbij horend de promotie naar 2e provinciale. Een bijkomend extraatje voor KSK was de aanleg van een derde terrein, hetgeen de groei van de club enkel maar kan bevorderen. Na lange onderhandelingen is het aanleggen van het derde terrein op 22 april 2014 van start gegaan, zodat KSK Geluwe het volgende seizoen 2014-2015 kon beschikken over 3 terreinen.

De volgende jaren draaide KSK goed mee in 2e Provinciale tot seizoen 2022-2023 waar een 14e plaats met 27 punten leidde tot degradatie naar 3e Provinciale C. Het seizoen erna promoveerde KSK Geluwe echter terug naar 2de Provinciale na het spelen van de eindronde.